# Коморы на летних Олимпийских играх 2016
Коморы на летних Олимпийских играх 2016 года были представлены 4 спортсменами в 2 видах спорта. Знаменосцем сборной Коморских Островов на церемонии открытия Игр стала пловчиха Мохамед Назлати, а на церемонии закрытия — ещё один пловец Соилихи Атумане, выступавший на дистанции 50 метров вольным стилем, где занял 76-е место из 85 участников. По итогам соревнований сборная Коморских Островов, принимавшая участие в своих шестых летних Олимпийских играх, вновь осталась без медалей.

## Состав сборной
Лёгкая атлетика
1. Маулида Даруш
2. Деника Кассим

 Плавание
1. Суле Сойлихи Атхуман
2. Мохамед Назлати

## Результаты соревнований

### Водные виды спорта

#### Плавание
В следующий раунд на каждой дистанции проходят спортсмены, показавшие лучший результат, независимо от места, занятого в своём заплыве.
Мужчины
| Дистанция                | Спортсмены           | Предварительный раунд | Предварительный раунд | Полуфинал            | Полуфинал            | Финал                | Финал                |
| Дистанция                | Спортсмены           | Результат             | Место                 | Результат            | Место                | Результат            | Место                |
| ------------------------ | -------------------- | --------------------- | --------------------- | -------------------- | -------------------- | -------------------- | -------------------- |
| 50 метров вольным стилем | Суле Сойлихи Атхуман | 27.31                 | 76                    | Завершил выступления | Завершил выступления | Завершил выступления | Завершил выступления |

Женщины
| Дистанция                | Спортсмены      | Предварительный раунд | Предварительный раунд | Полуфинал             | Полуфинал             | Финал                 | Финал                 |
| Дистанция                | Спортсмены      | Результат             | Место                 | Результат             | Место                 | Результат             | Место                 |
| ------------------------ | --------------- | --------------------- | --------------------- | --------------------- | --------------------- | --------------------- | --------------------- |
| 50 метров вольным стилем | Мохамед Назлати | 37.66                 | 86                    | Завершила выступления | Завершила выступления | Завершила выступления | Завершила выступления |

### Лёгкая атлетика
Мужчины
Беговые дисциплины
| Дисциплина                    | Спортсмен     | Предварительный раунд | Предварительный раунд | Четвертьфиналы | Четвертьфиналы | Полуфиналы           | Полуфиналы           | Финал                | Финал                |
| Дисциплина                    | Спортсмен     | Время                 | Место                 | Время          | Место          | Время                | Место                | Время                | Место                |
| ----------------------------- | ------------- | --------------------- | --------------------- | -------------- | -------------- | -------------------- | -------------------- | -------------------- | -------------------- |
| бег на 400 метров с барьерами | Маулида Даруш | 52.32                 | 8                     | н/д            | н/д            | Завершил выступления | Завершил выступления | Завершил выступления | Завершил выступления |

Женщины
 Беговые дисциплины
| Дисциплина        | Спортсмен     | Предварительный раунд | Предварительный раунд | Четвертьфиналы        | Четвертьфиналы        | Полуфиналы            | Полуфиналы            | Финал                 | Финал                 |
| Дисциплина        | Спортсмен     | Время                 | Место                 | Время                 | Место                 | Время                 | Место                 | Время                 | Место                 |
| ----------------- | ------------- | --------------------- | --------------------- | --------------------- | --------------------- | --------------------- | --------------------- | --------------------- | --------------------- |
| бег на 100 метров | Деника Кассим | 12.53                 | 5                     | Завершила выступления | Завершила выступления | Завершила выступления | Завершила выступления | Завершила выступления | Завершила выступления |